# Q-identidad de Vandermonde
En matemáticas, en el campo de la combinatoria, la q-identidad de Vandermonde es una q-análogo de la identitidad de Chu–Vandermonde, que recibe su nombre del matemático francés Alexandre-Théophile Vandermonde (1735-1796). Utilizando la notación estándar para los coeficientes q-binomiales, la identidad toma la forma siguiente
{\displaystyle {\binom {m+n}{k}}_{\!\!q}=\sum _{j}{\binom {m}{k-j}}_{\!\!q}{\binom {n}{j}}_{\!\!q}q^{j(m-k+j)}.}
Las contribuciones no nulas a esta suma provienen de los valores de j tales que sus q-coeficientes en el lado derecho de la ecuación son distintos de cero, es decir, max(0, k − m) ≤ j ≤ min(n, k).

## Otros convenios
Como es típico de las q-analogías, la q-identidad de Vandermonde puede ser reescrita de distintas maneras. En los convenios comunes en aplicaciones de grupos cuánticos, se utiliza un q-coeficiente binomial diferente. Este q-coeficiente binomial, denotado aquí por {\displaystyle B_{q}(n,k)}, se define por
{\displaystyle B_{q}(n,k)=q^{-k(n-k)}{\binom {n}{k}}_{\!\!q^{2}}.}
En particular, es el único cambio del q-coeficiente binomial "habitual" por una potencia de q que es simétrica en q y en {\displaystyle q^{-1}}. El uso de este q-coeficiente binomial, permite que la q-identidad de Vandermonde se pueda escribir en la forma

{\displaystyle B_{q}(m+n,k)=q^{nk}\sum _{j}q^{-(m+n)j}B_{q}(m,k-j)B_{q}(n,j).}

## Demostración
Al igual que con la (no-q) identidad de Chu-Vandermonde, hay varias posibles demostraciones de la q-identidad de Vandermonde. En la prueba siguiente, se utiliza el teorema q-binomial.
Una prueba estándar de la identidad de Chu-Vandermonde es ampliar el producto {\displaystyle (1+x)^{m}(1+x)^{n}} de dos maneras diferentes. Stanley, demostró que es posible modificar esta prueba para aplicarla también a la q-identidad de Vandermonde. En primer lugar, se observa que el producto
{\displaystyle (1+x)(1+qx)\cdots \left(1+q^{m+n-1}x\right)}
puede ser ampliado por el q-teorema del binomio
{\displaystyle (1+x)(1+qx)\cdots \left(1+q^{m+n-1}x\right)=\sum _{k}q^{\frac {k(k-1)}{2}}{\binom {m+n}{k}}_{\!\!q}x^{k}.}
Menos obviamente, se puede escribir
{\displaystyle (1+x)(1+qx)\cdots \left(1+q^{m+n-1}x\right)=\left((1+x)\cdots (1+q^{m-1}x)\right)\left(\left(1+(q^{m}x)\right)\left(1+q(q^{m}x)\right)\cdots \left(1+q^{n-1}(q^{m}x)\right)\right)}
y se pueden ampliar los subproductos separadamente utilizando el q-teorema binomial, de lo que resulta
{\displaystyle (1+x)(1+qx)\cdots \left(1+q^{m+n-1}x\right)=\left(\sum _{i}q^{\frac {i(i-1)}{2}}{\binom {m}{i}}_{\!\!q}x^{i}\right)\cdot \left(\sum _{i}q^{mi+{\frac {i(i-1)}{2}}}{\binom {n}{i}}_{\!\!q}x^{i}\right).}
Multiplicando este último producto y combinando términos semejantes resulta
{\displaystyle \sum _{k}\sum _{j}\left(q^{j(m-k+j)+{\frac {k(k-1)}{2}}}{\binom {m}{k-j}}_{\!\!q}{\binom {n}{j}}_{\!\!q}\right)x^{k}.}
Por último, las potencias iguales de {\displaystyle x} de las dos expresiones producen el resultado deseado.
Este argumento puede también ser expresado en términos de la ampliación del producto {\displaystyle (A+B)^{m}(A+B)^{n}} de dos maneras diferentes, donde A y B son operadores (por ejemplo, un par de matrices) "q-conmutativos", es decir, que BA = qAB.